# Cogan (fumetto)
Cogan è un fumetto d'avventura con un eroe che protegge l'ambiente. Scritta da Jean Ollivier e disegnata da Christian Gaty, la serie è uscita nelle edicole sulla rivista per ragazzi Pif Gadget di Éditions Vaillant dal 1983.

## Riassunto
Cogan (i cui tratti somatici ricordano Paul Hogan) gestisce una base in Venezuela per conto del World Wide Fund for Nature. Questo eroe avventuroso viaggia per il mondo per proteggere la natura dai danni causati dall'uomo.

## Recensioni
In un articolo, Maël Rannou ha descritto Cogan come "l'ultimo grande eroe" del giornale, nella continuità di Doctor Justice o Loup Noir. Lo descrive come un "baroudeur", un "ecologista umanitario" e vede in questo fumetto un'incarnazione completa dell'ecologia politica, al di là del semplice ambientalismo spesso mostrato dai giornali dell'epoca. Per lui: "Questo personaggio incarna nel modo più chiaro la corrente dell'ecologia politica del giornale. Il suo ruolo è quello di combattere i trafficanti di animali, ma soprattutto di mostrare il legame tra questi e il capitalismo finanziario. Le sue avventure rivelano chiaramente il problema del commercio delle specie per il divertimento dei ricchi occidentali e mettono in evidenza la disuguaglianza delle relazioni Nord-Sud."

## Album
- SOS Animaux sauvages, Éditions Messidor, coll. Pif/La Farandole, 1987 ISBN 2-209-05896-1 (BNF 34954297)[6]
- Opération Tigre, Éditions Messidor, coll. Pif/La Farandole, 1991 ISBN 2-209-06556-9 (BNF 43416741)[7]
- Les Monstres des abysses, Scandéditions, coll. Pif la collection, 1993 ISBN 2-209-06800-2[8]